# Obesotoma tenuilirata
Obesotoma tenuilirata é uma espécie de gastrópode do gênero Obesotoma, pertencente a família Mangeliidae.